# Héctor Jiménez Rodríguez
José Héctor Jiménez Rodríguez (Amalfi, 19 de marzo de 1933 -17 de octubre de 1989) fue un juez colombiano asesinado por el Cartel de Medellín.

## Biografía
Nacido en Amalfi (Antioquia). Graduado de la Facultad de Derecho de la Universidad de Medellín en 1957. Se desempeñó como juez municipal en Frontino, Belmira, Zaragoza y Segovia, después pasó por el Tribunal Superior de Yolombó, Promiscuo del Circuito y Laboral del Circuito. Desde 1979 fue magistrado de la Sala Penal del Tribunal Superior de Medellín y docente universitario hasta su muerte.
En 1985 fue convocado para que hiciera parte de la Sala Penal de la Corte Suprema de Justicia, pero rechazó por las amenazas en su contra.

## Obras
- Comentarios: Estatuto nacional de estupefacientes (1986) ISBN 9789589100059

## Asesinato
El 17 de octubre de 1989, en la calle 30 con carrera 79 de Medellín cuando se disponía abordar un vehículo hacia la Universidad de Antioquia, fue asesinado por dos sicarios en motocicleta. Tras su muerte se decreto un paro de 3 días, por la Asociación Nacional de Empleados de la Rama Jurisdiccional.